# Una donna a Venezia
Una donna a Venezia è una miniserie televisiva italiana e tedesca di genere drammatico, diretta da Sandro Bolchi e andata in onda in quattro puntate sulla Rete 2 della Rai dal 12 novembre al 3 dicembre 1986.

## Trama
A Venezia Alvise, un nobile decaduto, è costretto a vendere i quadri della sua collezione per sopravvivere. Deve fare i conti anche con la disgregazione della famiglia, composta dalla moglie Tina e da quattro figli, dei quali due danno particolare scandalo.